# Jose Cojuangco jr.
Jose "Peping" Sumulong Cojuangco jr. (Manilla, 19 september 1934) is een voormalig Filipijns politicus.
Cojuangco begon zijn politieke carrière in de lokale politiek van Paniqui in de provincie Tarlac. Van 1955 tot 1957 was hij raadslid. Van 1957 tot 1959 viceburgemeester en in 1959 werd hij voor de driejarige termijn gekozen als burgemeester. Van 1961 tot 1969 en van 1987 tot 1998 was hij lid van het Filipijns Huis van Afgevaardigden namens het 1e kiesdistrict van Tarlac. In 1978 en in 1985/1986 was hij campagneleider van respectievelijk Benigno Aquino jr. en diens weduwe Corazon Aquino. Cojuangco is de huidige president van het Filipijns Olympisch Comité.
Cojuangco jr. is de zoon van Jose Cojuangco sr. en Demetria Sumulong en de broer van voormalig Filipijns president Corazon Aquino. Hij is getrouwd met Margarita Cojuangco, voormalig gouverneur van Tarlac. Een van hun dochters is Mikee Cojuangco, een amazone, actrice en model.